# Ona
Ona (pl. Onas; Selk'nam, Selcnam, Sélk'nam, Selknam, Shelk'nam, O'ona, Aona, Aoniks, Oens ) je Indijanski narod s otočja Ognjena zemlja u Argentini i Čileu. Onasi su nomadski narod koji je živio u unutrašnjosti otoka od nomadskog lova na gvanako i ptice, dok su žene sakupljale bobice i drugo. Južni susjedi Onasa bijahu Yahgan Indijanci, koji su svojevremeno, za vrijeme svog postojanja, bili najjužniji narod na zemlji. Istočni susjedi Onasa bijahu Haush Indijanci, danas nestali. Na zapadu susjedi im bijahu Indijanci Alacaluf, svi su ovi narodi, osim Onasa, imali kulturu ribara i kanu-Indijanaca. Nasuprot njima Onasi bijahu noga-Indijanci, organizirani po malenim bandama čija je kultura počivala i opstanak ovisio o gvanaku, od njega su dobivali su meso i krzno.
Selk'nami su blisko u svezi s naseljavanjem sjeveroistočne Ognjene zemlje, no ipak se pretpostavlja da su Onasi došli s kraja, otkamo su doplovili na kanuima preko Magellanova prolaza. U holocenu se je područje njihove naseljenosti prostiralo do Cerro Beniteza i Cerro Tora, oba u Čileu.

## Podjela
Prema jeziku, kao i zemljopisno, postojale su dvije grupe Onasa, to su Ona-Šelk'nám ili južni Onasi i na sjeveru Onakojuká, sjeverno od Rio de Fuego i Rio Grande, koji su govorili dijalektom Chonkóiuka ili Čonkujeká. –Pleme Haush s poluotoka Mitre, redovito se klasificiraju kao ogranak Onasa, njihova etnička srodnost izgleda ipak upitna. Haushi su kulturno izgleda bili razvijeniji, a među njima dolazilo je i do ratova. Jedan autor o njihovoj jezičnoj srodnosti piše ' that a Selk'nam could understand a Haush only with a great deal of difficulty. ', toliko o tome. Ona Indijanci rasno pripadaju tipu Chon Indijanaca, bijahu to gorostasni i snažni ljudi, jezično srodni, porodica Chonan. 

## Dolazak Europljana
Onasi naseljavaju Ognjenu Zemlju tisućama godina. Bilo ih je u domorodačko doba kojih 4000. Dolazak Europljana Indijancima je značio skoru propast. 
Zanimljivost je da je Ognjena zemlja dobila ime prema lomačama odnosno dimovima s njih koje su uočavali europski istraživači sa svojih brodova.
Selk'nam su vrlo rijetko dolazili u dodir sa španjolskim kolonizatorima koji su opustošili veliki dio Južne Amerike. Doseljenici su stigli krajem 19. st. koji su prisvojili veliki dio Ognjene zemlje radi uspostave velikih estancija - ovčarskih rančeva, oduzimajući tako domorodcima njihovu rodnu zemlju na kojoj su njihovi predci tisućama godina lovili. Selk'nam su shvaćali stada ovaca kao plijen i ne kao privatno vlasništvo te su ih lovili. Vlasnici posjeda to su ponašanje shvaćali kao razbojništvo, zaboravljajući da su sami vlasnici došli na tuđu zemlju koju su oteli domaćem stanovništvu. Estancierosi su podupirali naoružane skupine koje su lovile i ubijali Selk'name. Što je ovom nečovječnom nedjelu davalo još veću težinu je to što su se u lovu na domorodce služili psima, posebice mastifima. Da bi dobili naknadu za svoj 'ulov', lovci na ljude morali su se vratiti s ušima svojih žrtava. Nakon što su uočeni neki bezuhi Selk'nami kako šetaju otokom, za potvrditi ulov lovci na ljude morali su donijeti cijelu glavu.
Odnosi se bijelim doseljenicima u području Beaglovog kanala bili su nešto srdačniji, osobito s obitelji Bridges, koja je osnovala estanciju Harberton i Ushuaiju. Lucas Bridges, jedan od triju sinova Thomasa Bridgesa, mnogo je učinio za pomoći lokalnim kulturama, naučivši jezik raznih skupina i pokušavajući omogućiti domorodcima prostor u kojem bi živjeli život prema svojim običajima kao "gospodari svoje zemlje". S obzirom na veličinu lova na ljude, to je bilo premalo i prekasno, ali Bridgesova knjiga "Uttermost part of the earth" daje simpatizirajući pogled u živote domorodaca.
Selknamskim susjedima Alacalufima glave je došao izvjesni Popper koji je vodio kopače zlata. Na drugu stranu Onase su potukli čileanski general Manuel Señoreto, što je vodio istrebljivački rat protiv njih i argentinski časnik Ramón Lista. Zločine što ih je Lista počinio zapisao je talijanski svećenik Fagano koji je putovao s njim. -Lothrop (1928.) procjenjuje da je 1850. bilo 3600 Onasa i 300 sumnjivo srodnih Hausha. 
Na otoku Dawsonu bio je krajem 20. st. otvoren sabirni logor za Onase (Selkname) i ine Indijance. Ondje su vlasti napravile pravi genocid nad Selknamima.
1890. je godine u potrazi za alternativnim rješenjima, nasuprot ubitstvima koje su za vrijeme genocida nad Selknamima počinili rančeri i tragači za zlatom, čilska je vlada poslala talijanske misionare iz reda salezijanaca. Dala im je otok na 20-godišnju koncesiju za obrazovanje, cuidar i prilagodbu domorodaca. Selkname koji su preživjeli genocid vlasti su deportirali na otok. Uspostavljene su dvije misije radi spašavanja preostalih Selk'nama. Misije su trebale pružiti domorodcima dom i hranu, ali bile su prisiljene zatvoriti zbog premalo preostalih Selk'nama. Alejandro Cañas je 1896. godine procijenio im populaciju na 3000 pripadnika (Selk'nama). Martín Gusinde pisao je da je 1919. preživjelo samo 279 Selk'nama a salezijanac Lorenzo Massa izbrojao je 1945. godine tek njih 25.
Sredinom šezdesetih godina 20. stoljeća preostalo je tek kojih 50 Onasa. Posljednja punokrvna pripadnica ovog plemena, Virginia Choinquitel, umrla je 1999.

## Život i običaji
Kultura sjevernih Ona-Šelk'náma razlikovala se donekle od one kod Onakojuká s juga. Tako Cooper (1946.) navodi kako bande Onasa žive u šumovitim krajevima južno od Rio de Fuego, a sjeverni Onasi u bezdrvnom ravničarskom kraju sjeverno od nje. 
Cijela zemlja Onasa bijaše podijeljena na 39 različitih teritorija, koji su pripadali nomadskim bandama, što su se sastojale od 40 do 120 osoba. Eksploatacija susjednog teritorija često je znala dovesti do veoma krvavih ratova. Shodno načinu života Onasi nisu imali stalnih naselja, obitelji su putovale od mjesta do mjesta, zadržavajući se na jednom području određeno vrijeme, obično po nekoliko dana. Nastambe Onakojuká i Ona-Šelk'náma također su se razlikovale zbog terena na kojemu su živjeli. Tako su Onakojuká-nastambe bile obični vjetrobrani, dok su bande Ona-Šelk'náma u šumovitim krajevima konstruirali prave drvene čunjaste kolibe. 
Gusinde, poznavatelj Onasa, navodi, da uz iznimku egzogamije bande i zabranu braka krvnih srodnika, Onasi nemaju drugih prepreka slobodnog izbora bračnog partnera. Nakon probnog matrilokalnog boravišta obitelj, gotovo bez izuzetka, odlazi na stalno stanište muževe bande. Akoprem monogamija ima vodeću ulogu, sororalna poliginija se zna javljati kod Onasa. Ipak tek poneki stariji muškarci imaju dvije žene, tri još rjeđe. Ponekad muškarac zna oženiti ženu i njezinu kćerku iz prethodnog braka. Dob za ženidbu muškarca je 20. godina, dok se djevojke udaju između 15. i 19 godina. –Prije ženidbe muškarac mora biti podvrgnut inicijacijskom obredu kloketen, i prije nego pristane na brak djevojka mora doživjeti svoju prvu menstruaciju. Rastava je rijetka.
Zadnja osoba koja je bila čistokrvna Ona-Šelk'nám je Ángela Loij, koja je umrla svibnja 1974. godine.
Katoličke misije su postigle vidan uspjeh u prikupljanju informacija o selknamskoj vjeri i običajima. Također je napravljen kratki rječnik selknamskog jezika.

## Religija
Religija Ona je monoteistička s vjerovanjem u vrhovno biće Temaukel. On nema ni tijela, ni žena, ni djece. Postoji oduvijek i održava svemir i društveno-moralne zakone. Kaspi (duše) nakon smrti odlaze u Temaukelovo boravište, što se nalazi iznad zvijezda. Temaukel je i stvoritelj prvog čovjeka, to je bio Kenos, a dao im je i civilizaciju i kulturu. 
O čilskim Selk'namima pisao je čilsko-hrvatski povjesničar Sergio Laušić Glasinović, talijanski salezijanac, planinar i zemljopisac Alberto María de Agostini (po njemu se zove nacionalni park), Martín Gusinde (njemu u čast zove se antropološki muzej u Puerto Williamsu s onaskim etnografskim izlošcima), Mateo Martinic

## Vanjske poveznice
- Society Ona
- The Ona (Selk'nam) People  Arhivirana inačica izvorne stranice od 28. srpnja 2012. (Wayback Machine)